# Phascolopsis gouldii
Phascolopsis gouldii is een soort in de taxonomische indeling van de Sipuncula (Pindawormen).
Het dier behoort tot het geslacht Phascolopsis en behoort tot de familie Sipunculidae. De wetenschappelijke naam van de soort werd voor het eerst geldig gepubliceerd in 1851 door De Pourtalès.